# Escuela Superior de Formación de Maestros Simón Bolívar
La Escuela Superior de Formación de Maestros Simón Bolívar  o Escuela Normal Simón Bolívar es una institución que prepara a profesores del Sistema Educativo Plurinacional de Bolivia desde el 24 de mayo de 1917.
La Escuela Superior de Formación de Maestras y Maestros Simón Bolívar se encuentra en la zona de Alto Obrajes, al sur de la ciudad de La Paz. 
Es una entidad dependiente de la Dirección General de Formación de Maestros y, según la Ley N° 070 Avelino Siñani-Elizardo Pérez, es parte del Sistema Escolarizado de Bolivia en los procesos de transformación educativa, social, cultural, económica y política del Estado Plurinacional, formando maestras y maestros principalmente del área urbana.

## Historia
La Escuela Superior de Formación de Maestros Simón Bolívar (ESFM SB) se fundó en 1916 mediante Ley de 19 de diciembre de ese año, y reglamentada mediante Decreto Supremo el 26 de enero de 1917.  
Nació con el nombre de Escuela Normal Superior con con el objetivo de formar maestros normalistas para el nivel secundario. Su creación formó parte de la Reforma Educativa Liberal (1899-1920)
 

Inició su trabajo el 24 de mayo de 1917 con 44 jóvenes que se formaron en las siguientes áreas: Ciencias, Matemáticas y Física, Ciencias Naturales y Química, Filosofía y Letras e Historia y Geografía.

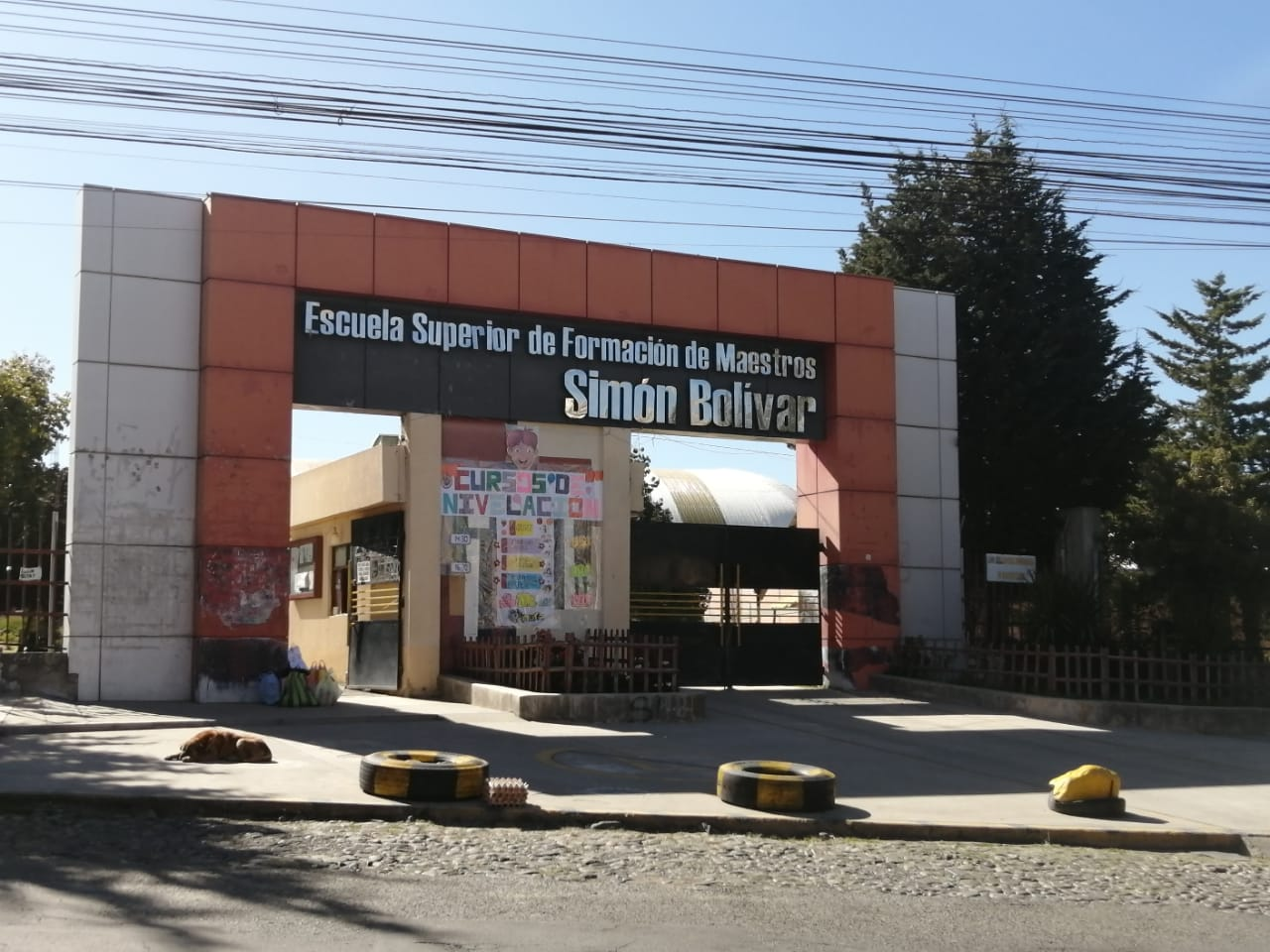
Puerta de ingreso a la ESFM Simón Bolívar

En sus inicios funcionó en diversos lugares, entre ellos las actuales unidades educativas “Liceo Venezuela” y “San Simón de Ayacucho”, Ex - SEDUCA, instalaciones de la calle México, en el actual Instituto Tecnológico “Ayacucho”, en la Unidad Educativa  Experimental “Hugo Dávila” y, finalmente, se trasladó a sus instalaciones propias ubicadas en la avenida del Maestro, Zona Alto Obrajes, donde se mantiene al momento. 
Los primeros profesionales normalistas fueron: Martín Cárdenas Hermosa, Antonio Díaz Villamil, Alfonso Claros, Genaro Gamarra, Zacarías Monje, Pablo Cano Galvarro, Dora Smith, Isaac Arce Torres, Daniel Sánchez Jiménez, Antonio Pastos, Luis Alberto Pabón, Antonio Vicente Ardaya, Eduardo Sagárnaga, Alfredo Ayala Caballero, Zoilo Delgado, Alejandro Prieto y Horacio Riveros, entre otros. 
La Escuela Superior de Formación de Maestros Simón Bolívar pasó a denominarse como tal con la creación del Sistema Educativo Plurinacional, después de la promulgación de la Constitución Política del Estado de 2009, la Ley N° 070 de Educación Avelino Siñani - Elizardo Pérez, y el Decreto reglamentario 0156.

## Oferta académica actual
En la actualidad, la ESFM SB, cuenta con nueve especialidades para la formación de maestros en: 
- Educación Musical
- Educación Primaria Comunitaria Vocacional
- Educación Especial para Personas con Discapacidad
- Ciencias Sociales
- Artes Plásticas y Visuales
- Educación Inicial en Familia Comunitaria
- Comunicación y Lenguajes: Lengua Extranjera Inglés
- Matemática y
- Valores, Espiritualidad y Religiones (fundada recientemente el 17 de octubre de 2023).[5]